# Clematis pierotii
Clematis pierotii là một loài thực vật có hoa trong họ Mao lương. Loài này được Miq. mô tả khoa học đầu tiên năm 1867.